# Herce
Herce – gmina w Hiszpanii, w prowincji La Rioja, w La Rioja, o powierzchni 17,21 km². W 2011 roku gmina liczyła 362 mieszkańców.